# Pinhas Lavon
Pinhas Lavon (født 12. juli 1904 i Østrig-Ungarn, død 24. januar 1976 i Tel Aviv) var en israelsk politiker og minister fra partiet Mapai. Han er måske bedst kendt for Lavon-affæren.
Lavon studerede jura ved universitetet i Lviv. Han gennemførte aliyah og flyttede til mandatområdet i Palæstina i 1929. Lavon blev valgt til det israelske parlament for første gang i 1949, og han sad for en kortere periode som leder for Histadrut i 1949-1950. Han blev udnævnt til landbrugsminister i den anden regering under daværende statsminister David Ben-Gurion. Lavon beholdt sit sæde i parlamentet ved valget i 1951, og i 1952 blev han udnævnt til minister uden portefølje.
Efter David Ben-Gurions afgang blev Lavon udnævnt til forsvarsminister i 1954. Men han valgte at trække sig fra Israels regering efter, at han blev anklaget for at autorisere en række angreb mod britiske og amerikanske mål i Egypten, og der efter lægge skylden for alle angrebene på forskellige muslimske organsationer (blandt andet Det muslimske broderskab). Lavon trak sig tilbage fra det offentlige liv i 1964 efter en langvarig konflikt med David Ben-Gurion, og han døde i Tel Aviv i januar 1976, 72 år gammel.